# 尾﨑公子
尾﨑 公子（おざき きみこ、1922年<大正11年>5月3日 - 2019年<平成31年>4月29日）は、日本の実業家。紙パルプ・フィルムなどの専門商社オザックスの取締役相談役。大阪・船場の紙問屋を年商1000億円に迫る素材商社に育て上げた。大阪商工会議所で初の女性の常議員で、同女性会連合会名誉会長。全国商工会議所女性会連合会特別顧問も務めた。2010年旭日双光章。

## 略歴
船場（長堀橋）の金属雑貨輸出商の家に生まれる。大阪府立清水谷高等女学校（現・大阪府立清水谷高等学校）卒業後、日本女子大学に入学。太平洋戦争中の1943年（昭和18年）10月に繰り上げ卒業し、船場の老舗「尾﨑洋紙店」（後の尾﨑商産。現・オザックス）創業家に嫁ぐ。
1978年（昭和53年）2代目社長の夫・徳太郎が死去。3代目に長男・敏紘が33歳の若さで就任したため、専業主婦から一転し経営に参画。若い社長を盛り立てながら、会社を年商800億円の紙パルプ・フィルムの専門商社に育て上げた。
また、「伊藤忠中興の祖」の越後正一伊藤忠商事会長から誘われ、大阪商工会議所に入会。大商124年の歴史で初の女性の常議員になり、大阪商工会議所女性会の名誉会長に就任した。

## 人物
船場の資産家の「いとさん」（お嬢さん）育ちだが、小学校から女子大まで無欠席を貫く。
結婚7ケ月で夫が戦地に再応召。その間に長男が誕生し、「舅・姑に仕え、家事育児に専念する主婦として、社業には一切ノータッチ」で良妻賢母の御寮人として暮らしていたが1978年に夫が入院。泊まり込み看病6ケ月間に「主人がいかに会社を愛して社業に没頭し、主人のすべてが即会社である姿勢に、目をみはる驚きと感動を覚え」て、夫の死後、遺志を継ぎ経営者となる。新進気鋭で改革を目指す3代目社長の長男と、古い商習慣を守る番頭たちとの間に立ち、懸け橋となるよう調整役に徹した。
1985年8月12日の日本航空123便墜落事故では、51年間も勤めた専務が搭乗。遺体が見つかるまで御巣鷹山に16日間も滞在し続けたこともあった。
大阪商工会議所で初の女性の常議員として、女性会の会長4期の任期中の1995年（平成7年）1月に発生した阪神・淡路大震災を踏まえ、大きなダメージを受けた関西だからこそ「大阪のド根性、なにわ女の『心意気』を（全国に）ぜひとも示したい」と、全国商工会議所女性会連合会の大会を大阪城ホールで開催。参加者数の新記録3900人の盛況となった。
持論は「人生に折り返し点、下り坂などあるはずがない」。また、「私たち女性経営者の共通点は、はじけるような明るさの中に、したたかなまでのファイト、徹底したプラス思考」があると考えており、各地でボランティア講演の際、以下の4点を説いている。
長男（豊弘）次男（敏紘）の通う国立大阪教育大学附属池田中学校ではPTA会長を、自身の母校大阪府立清水谷高等学校では同窓会清友会の会長を、そして大阪府知事の後援会（太田房江）では副会長を務めた。

## 表彰
- 2005年 - 全国商工会議所女性会連合会特別功労賞
- 2010年 - 旭日双光章（秋の叙勲）
- 2016年 - 「大阪サクヤヒメ表彰」特別賞（大阪商工会議所[9]）